# 下龍站
下龍站（越南语：／*/?）是越南廣寧省下龍市的一个鐵路車站。从河內市安園站到此站有51501/2次列车旅客列车。
下龍站使用标准轨铁路，无米轨（故向南最远只能到达嘉林站）。
由于位于郊区，该车站在当地知名度不大。